# جيريمي غريم
جيريمي غريم (بالفرنسية: Jérémy Grimm)‏ (27 مارس 1987 في فرنسا - ) هو لاعب كرة قدم فرنسي في مركز الوسط. لعب مع نادي ستراسبورغ.

## وصلات خارجية
- جيريمي غريم على موقع الاتحاد الأوربي (الإنجليزية)
- جيريمي غريم على موقع رابطة كرة القدم الفرنسية للمحترفين (الإنجليزية)
- جيريمي غريم على موقع قاعدة بيانات كرة القدم.إي يو (الإنجليزية)
- جيريمي غريم على موقع ليكيب (الفرنسية)
- جيريمي غريم على موقع Soccerbase.com (لاعب) (الإنجليزية)
- جيريمي غريم على موقع Soccerway.com (الإنجليزية)
- جيريمي غريم على موقع عالم كرة القدم.نت (الإنجليزية)